# Ricardo Montalbán
Ricardo Gonzalo Pedro Montalbán y Merino (Ciudad de México, 25 de noviembre de 1920-Los Ángeles, California, 14 de enero de 2009), conocido como Ricardo Montalbán, fue un actor mexicano, radicado en Estados Unidos.

## Biografía y carrera

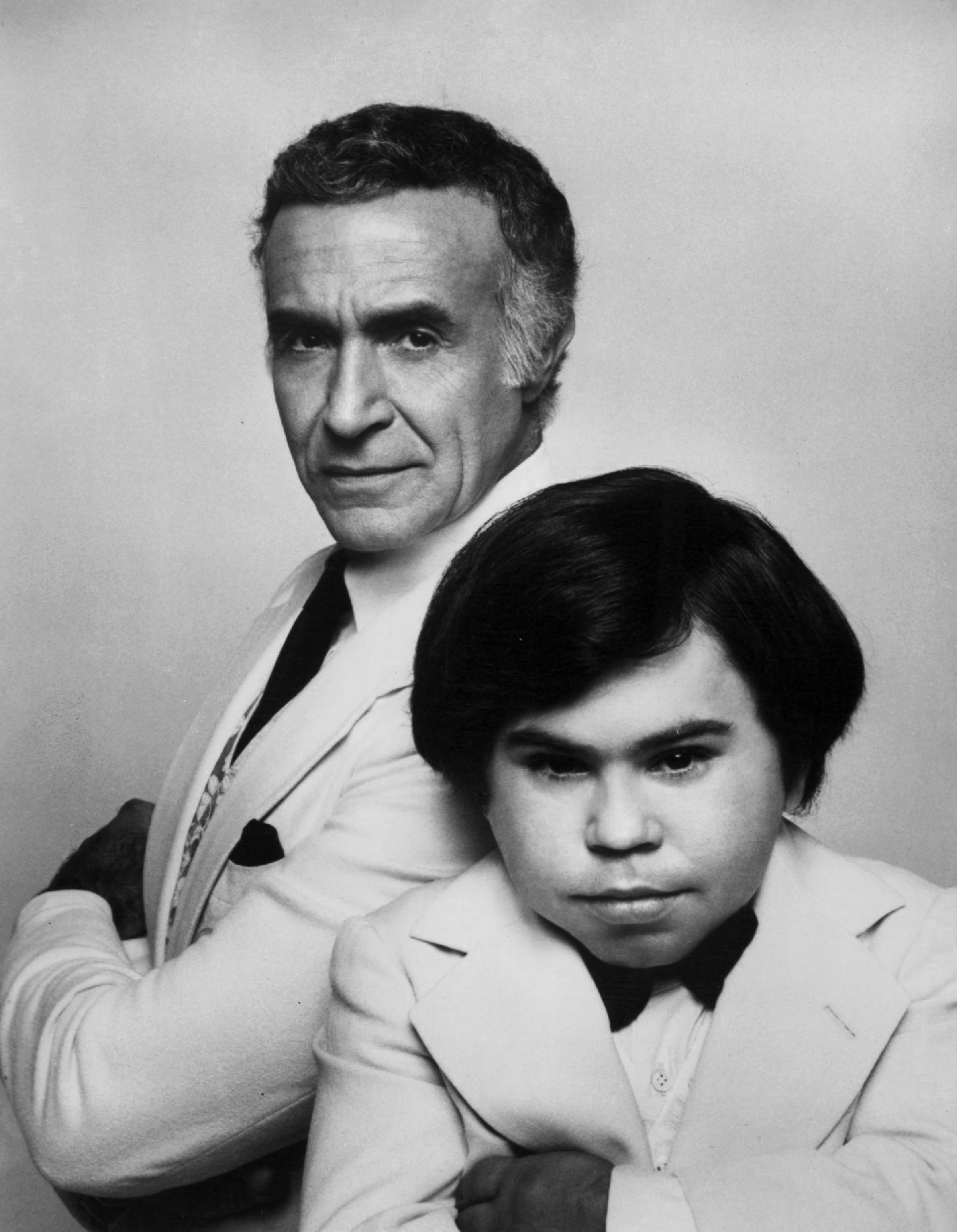
Ricardo Montalban y Hervé Villechaize protagonistas de la serie La isla de la fantasía

Nació en la Ciudad de México, hijo de los inmigrantes españoles Genaro Montalbán y Ricarda Merino. Tuvo tres hermanos: Pedro, Carlos y Carmen. Su familia se trasladó a Torreón, Coahuila, donde creció y realizó sus estudios comerciales en la Escuela Comercial Treviño. Luego, regresó a la ciudad de Torreón por última vez, cuando su generación de esa escuela cumplió 50 años de haberse graduado, y como miembro más distinguido o conocido de esa generación, se le rindieron varios homenajes, de los cuales existen los registros gráficos en los periódicos de la ciudad.[cita requerida]
Comenzó su carrera en México en la década de 1940, participando al menos en doce películas antes de hacerse conocido en Estados Unidos con el filme de tema taurino Fiesta (1947), donde formó elenco con Esther Williams y Cyd Charisse. Repitió colaboración con Esther Williams en otros dos filmes: En una isla contigo y Neptune's Daughter. En 1949, tuvo un papel en Battleground junto a Van Johnson y Denise Darcel.
En 1957, se codeó con Marlon Brando y James Garner en el filme Sayonara, y coprotagonizó con Carmen Sevilla una coproducción ambientada en Egipto, Los amantes del desierto. Entre 1957 y 1959 actuó en Broadway en el musical Jamaica junto con Lena Horne. Por su actuación fue nominado para el premio Tony como mejor actor en musicales. 
Durante los años 60 actuó en diferentes programas y series de televisión, como actor invitado, siendo un rostro familiar en la pantalla chica. En el mundo del cine, siguió activo con roles secundarios, si bien colaborando con grandes estrellas y directores. Entre sus filmes de estos años destacan Cheyenne Autumn (1964), del ya legendario John Ford (donde Montalbán compartió elenco con James Stewart, Richard Widmark, Dolores del Río y Carroll Baker), Madame X (con Lana Turner y John Forsythe) y The Singing Nun (Dominique) con Debbie Reynolds y Katharine Ross.
Una de sus grandes apariciones en el celuloide fue en 1969, cuando actuó junto a Shirley MacLaine en la adaptación al cine del famoso musical de Broadway Sweet Charity, de Bob Fosse; aquí hizo el papel del seductor playboy y actor "Vittorio". Este papel lo afianzó más en la industria de Hollywood e incrementó su fama.
Entre los años 1975 y 1986 realizó varios comerciales para la firma de automóviles Chrysler, entre los que destacan el Chrysler "Córdoba" (1975), la presentación de la línea Chrysler "E-CLASS" (1984) y Chrysler "New Yorker" (¿1984?; no se sabe con exactitud el año de realización del comercial del New Yorker, pero se cree que se realizó entre 1983 y 1985), al igual que el comercial del Chrysler New Yorker, en 1984, realizó el comercial del Chrysler "LeBaron" (1984) y "LeBaron GTS" (1985).
Tal vez su actuación más célebre fue la del entrañable personaje del "Sr. Roarke" en la serie de televisión La isla de la fantasía (1978-1984) (al lado del actor francés Hervé Villechaize, quien hizo el personaje de Tattoo). Gracias a esta serie televisiva, se hizo famoso en el mundo entero cuando su actividad en el cine ya era menor. Según los fanáticos de la saga Star Trek, fue el mejor villano en esta serie de películas: Khan Noonien Singh en el filme Star Trek II: La ira de Khan. Recibió un Emmy por mejor actor secundario en la serie How the West Was Won en 1978.
Montalbán continuó trabajando a edad madura, incluso en silla de ruedas en sus últimas películas debido a sus dolencias lumbares. En la década de 1970 participó en dos filmes de la saga de El planeta de los simios, protagonizados por Roddy McDowall y Don Murray, y también en Ladrones de trenes (1973), junto a John Wayne y Ann Margret. A mediados de los años 80, recuperó auge con la serie Los Colby, derivación de la más famosa Dinastía, y después participó en Murder, She Wrote, protagonizada por Angela Lansbury. También tuvo un papel coprotagónico como villano en la comedia The Naked Gun: From the Files of Police Squad!, primera entrega de la famosa saga de Agárralo como puedas de Leslie Nielsen, donde debutó como actriz Priscilla Presley. En la década del 2000 Montalbán tuvo papeles menores en dos entregas de la saga Spy Kids en amplios elencos con estrellas como Antonio Banderas y Sylvester Stallone.[cita requerida]

## Vida personal

### Matrimonio e hijos
Se casó en 1944 con la actriz Georgiana Young, hermana de Loretta Young, con quien tuvo cuatro hijos: Mark, Víctor, Laura y Anita. Católico practicante, afirmaba que la religión era la cosa más importante en su vida. Montalbán también era conocido por sus actividades filantrópicas. Mantuvo su nacionalidad mexicana por propia elección, sin jamás haber solicitado la ciudadanía estadounidense.

### Casa diseñada por Ricardo Legorreta
A propósito de su casa construida en 1985 en las afueras de Los Ángeles, California, recuerda el autor de la misma, el afamado arquitecto mexicano Ricardo Legorreta: “En una ocasión, el actor mexicano Ricardo Montalbán me dijo: ‘Vamos a hacer una casa en Los Ángeles para demostrarles que no somos la arquitectura de adobe, techos de teja y vidrios dormidos’. Y el arquitecto Legorreta proyectó una casa que representa a México sin ser ostentosa y que es como una escultura, una serie de volúmenes y paredes que surgen desde la tierra y contrastan con el azul del cielo.

## Muerte
Murió en Los Ángeles, California, Estados Unidos, a consecuencia de una complicación de cáncer linfático.[cita requerida]

## Filmografía
En México

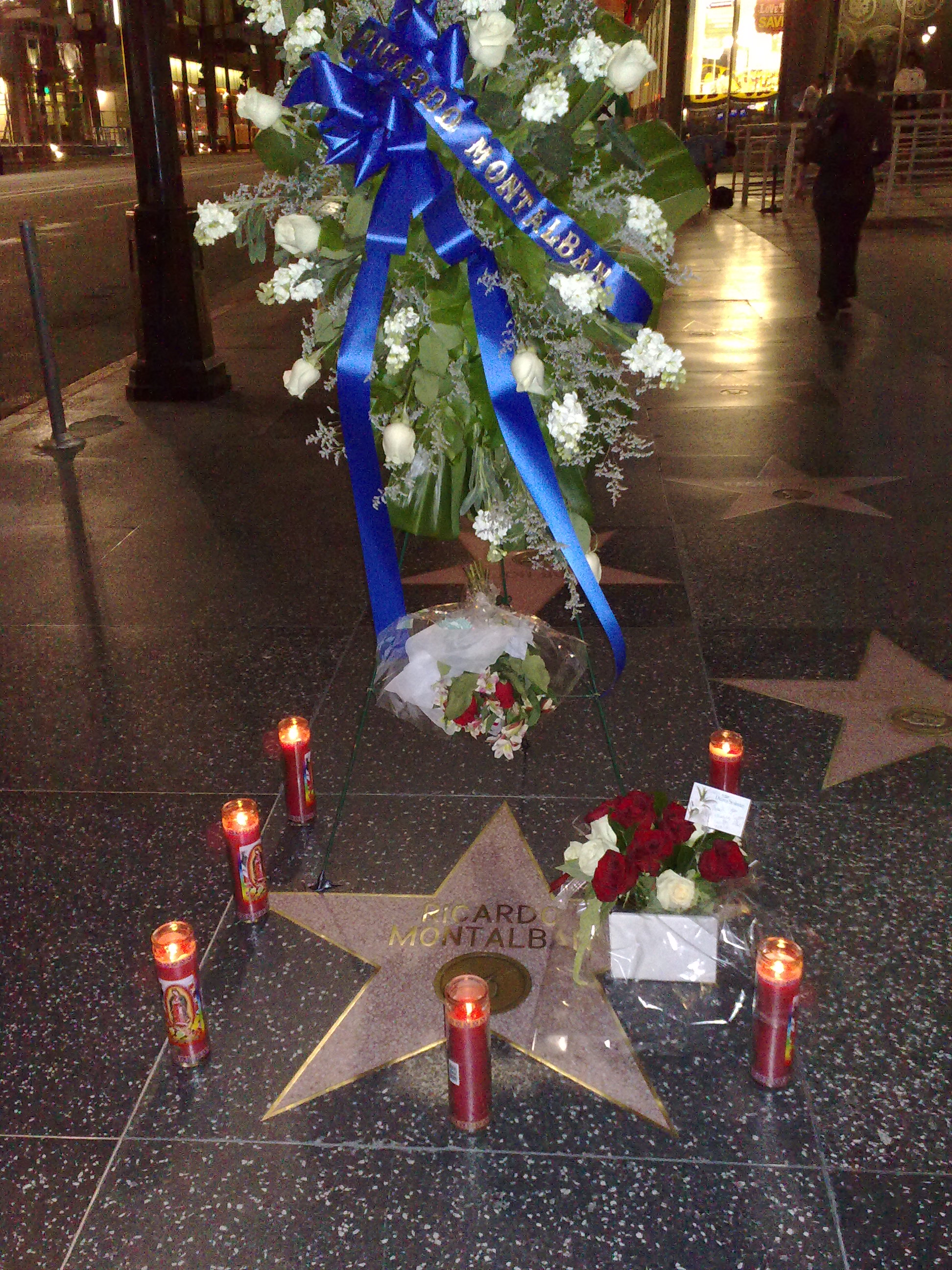
Estrella de Ricardo Montalbán, en el paseo de la fama de Hollywood.

- 1942 - Los tres mosqueteros (México)
- 1942 - La Virgen que forjó una patria (México)
- 1942 - El verdugo de Sevilla (México)
- 1942 - La razón de la culpa (México)
- 1942 - Cinco fueron los escogidos (México)
- 1943 - La fuga (México)
- 1943 - Santa (México)
- 1943 - Fantasía ranchera (México)
- 1944 - Nosotros (México)
- 1944 - La hora de la verdad (México)
- 1944 - Cadetes de la naval / Dos veces héroe (México)
- 1945 - La casa de la zorra (México)
- 1945 - Pepita Jiménez / Duelo a muerte (México)
- 1954 - Sombra verde (México)
- 1964 - ¡Buenas noches, Año Nuevo! (México)

En Estados Unidos
- 1942 - Five Were Chosen (EUA)

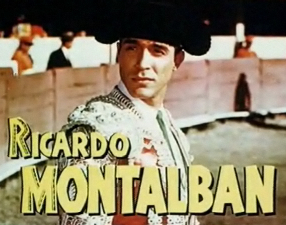
Como Mario Morales en Fiesta (1947).

- 1947 - Fiesta / Fiesta brava (EE. UU.)
- 1948 - On an island with you / En una isla contigo (EUA)
- 1948 - The Kissing Bandit / Me besó un bandido (EUA)
- 1949 - Neptune's Daughter (La hija de Neptuno) EUA
- 1949 - Battleground (Sangre en la nieve) (EUA)
- 1949 - Border Incident / Incidente en la frontera (EUA)
- 1950 - Mystery Street / La calle del misterio (EUA)
- 1950 - Right Cross / Cruce de derecha / Duelo por amor (EUA)
- 1950 - Two Weeks with Love / Dos semanas de amor (EE. UU.)
- 1951 - The Mark of the Renegade / El signo del renegado (EUA)
- 1951 - Across the Wild River / Across the Wide Missouri / Mas allá del ancho río / Más allá del Missouri (EUA, México)
- 1952 - My Man and I / Mi hombre y yo (EUA)
- 1953 - Sombrero (EUA)
- 1953 - Latin Lovers / Mi amor brasileño (EUA)
- 1954 - The Saracen Blade (EUA)
- 1955 - A Life in the Balance (EUA, México)
- 1956 - Three for Jamie Dawn (EUA)
- 1957 - Sayonara (EUA)
- 1960 - Let No Man Write My Epitaph / Que nadie escriba mi epitafio (EUA)
- 1962 - Hemingway's Adventures of a Young Man (El valor de un hombre, EE. UU.)
- 1962 - The Reluctant Saint (El santo renuente, EE. UU.)
- 1963 - Love Is a Ball / Mercado de amor (EUA)
- 1964 - Cheyenne Autumn / El ocaso de los cheyenes / El gran combate (EUA)
- 1965 - The Money Trap (La trampa del oro, EE. UU.)
- 1966 - Madame X / La Mujer X (EE. UU.)
- 1966 - The Singing Nun / Dominique (EE. UU.)
- 1967 - The Longest Hundred Miles (EE. UU.)
- 1968 - El Gran Chaparral: Episodio:''El tigre por la cola'' (EE. UU)
- 1968 - Sol Madrid (Los corruptores, EE. UU.)
- 1968 - Blue (EUA)
- 1969 - Sweet Charity (Dulce caridad, EE. UU.)
- 1971 - The Deserter (EUA, Italia, Yugoslavia)
- 1971 - Escape from the Planet of the Apes (EUA)
- 1972 - Conquest of the Planet of the Apes / La conquista del planeta de los simios (EUA)
- 1973 - The Train Robbers / Ladrones de trenes / Los chacales del oeste (EUA)
- 1975 - A matter of honor / Un asunto de honor Temporada 5, capítulo 4, Serie Colombo
- 1976 - Won Ton Ton: The Dog Who Saved Hollywood (EUA)
- 1976 - Joe Panther (EUA)
- 1977 - Mission to Glory: A True Story / The Father Kino Story (EUA)
- 1982 - Star Trek II: The Wrath of Khan / Viaje a las estrellas II: La ira de Khan, (EE. UU.)
- 1984 - Cannonball Run II (EE. UU., Hong Kong)
- 1988 - The Naked Gun: From the Files of Police Squad! / Agárralo como puedas / ¿Y dónde está el policía? (EE. UU.)
- 2002 - Spy Kids 2: Island of Lost Dreams / Mini espías 2: La isla de los sueños perdidos (EUA)
- 2003 - Spy Kids 3-D: Game Over / Mini espías 3-D (EE. UU.)
- 2006 - The Ant Bully (EE. UU.)

En Italia
- 1954 - La cortigiana di Babilonia (Semiramis, reina de Babilonia, Italia, Francia)
- 1961 - Gordon, il pirata nero (El Pirata Negro, Italia)

En España
- 1957 - Los amantes del desierto (España, Italia)

Cortometrajes
- 1952 - The Million Dollar Nickel (EE. UU.)
- 1968 - Teotihuacan. La ciudad de los dioses (México, EE. UU.)
- 1971 - Centinelas del silencio / Sentinels of Silence (México, EE. UU.)
- 1985 - Ricardo Montalbán en España (España)
- 2004 - To Boldly Go ... Season One (EE. UU.)

## Videografía

### Películas para televisión
- 1960 - Rashomon (EUA) [TV Movie]
- 1964 - The Fantasticks (EUA) [TV Movie]
- 1966 - Alice Through the Looking Glass (EUA) [TV Movie]
- 1967 - Code Name: Heraclitus (EUA) [TV Movie]
- 1968 - Fade-In (EUA) [TV Movie]
- 1969 - The Pigeon (EUA) [TV Movie]
- 1969 - The Desperate Mission (EUA) [TV Movie]
- 1970 - Black Water Gold (EUA) [TV Movie]
- 1970 - The Aquarians (EUA) [TV Movie]
- 1971 - The Face of Fear (EUA) [TV Movie]
- 1972 - Fireball Forward (EUA) [TV Movie]
- 1974 - Wonder Woman (EUA) [TV Movie]
- 1974 - The Mark of Zorro (EUA) [TV Movie]
- 1977 - Captains Courageous (EUA) [TV Movie]
- 1982 - Star Trek II: la ira de Khan (EUA) [TV Movie]
- 1983 - All-Star Party for Frank Sinatra (EUA) [TV Movie]
- 1984 - Fatima (EUA) [TV Movie]
- 1985 - Gala Dinner Tribute to Aaron Spelling (EUA) [TV Movie]
- 1989 - Christmas with the Stars: An International Earthquake Benefit (EUA) [TV Movie]
- 1990 - México a través de su arte (México) [TV Movie]
- 1990 - Grandeza novohispana (México) [TV Movie]
- 1991 - Star Trek 25th Anniversary Special (EUA) [TV Movie]
- 1993 - A Most Unusual Man (EUA) [TV Movie]
- 1995 - Latin Nights (EUA) [TV Movie]
- 1998 - Behind the Planet of the Apes (EUA) [TV Movie]
- 2001 - The Face: Jesus in Art (EUA) [TV Movie]
- 2002 - The Bronze Screen: 100 Years of the Latino Image in American Cinema (EUA) [TV Movie]
- 2003 - Time Machine: When Cowboys Were King (EUA) [TV Movie]
- 2009 - Perdida (México, España) [TV Movie]

### Series de televisión
- 1953-1962 - General Electric Theater (EUA) [Episode: "Esteban's Legacy" (08.Jan.1956)]
- 1955-1956 - Celebrity Playhouse (EUA) [Episode: "The Foreigner" (21.Feb.1956)]
- 1956 - Chevron Hall of Stars (EUA) [Episode: "Hour of Truth" & "The Secret Weapon of 117" (06.Mar. 1956)]
- 1952-1957 - The Ford Television Theatre (EUA) [Episode: "Cardboard Casanova" (26.May.1955) & "The Lady in His Life" (19.Apr.1956)]
- 1954-1958 - Climax! (EUA) [Episode: "The Mojave Kid" (27.Jan.1955) & "Island in the City" (04.Oct.1956)]
- 1955-1957 - The 20th Century-Fox Hour (EUA) [Episode: "Broken Arrow" (01.May.1956) & "Operation Cicero" (26.Dec.1956)]
- 1957-1965 - Wagon Train /Caravana (EUA) [Episode: "The Jean LeBec Story" (25.Sep.1957)]
- 1951-1959 - Schlitz Playhouse of Stars (EUA) [Episode: "Storm Over Rapallo" (14.Jun.1957) & "Episode #7.3"]
- 1958 - Frances Farmer Presents (EUA) [Episode: "Night in Havana" (02.Sep.1958)]
- 1958 - Colgate Theatre (EUA) [Episode: "Tonight in Havana" (02.Sep.1958)]
- 1956-1961 - Playhouse 90 (EUA) [Episode: "Child of Trouble" (02.May.1957) & "Target for Three" (01.Oct.1959)]
- 1959-1961 - Riverboat /Aventureros del Misisipi (EUA) [Episode: "A Night at Trapper's Landing" (08.Nov.1959)]
- 1959-1962 - Adventures in Paradise /Aventuras en el paraíso (EUA) [Episode: "The Derelict" (09.Nov.1959)]
- 1959-1961 - Startime (EUA) [Episode: "Jeff McCleod, the Last Reb" (01.Mar.1960)]
- 1952-1970 - Death Valley Days (EUA) [Episode: "Eagle in the Rocks" (10.May.1960)]
- 1959-1973 - Bonanza (EUA) [Episode: "Day of Reckoning" (22.Oct.1960)]
- 1955-1962 - Alfred Hitchcock Presents /Alfred Hitchcock Presenta (EUA) [Episode: "Outlaw in Town" (15.Nov.1960)]
- 1959-1961 - Play of the Week (EUA) [Episode: "Rashomon" (12.Dec.1960)]
- 1952-1970 - The Christophers (EUA) [Episode: "Women of the Bible" (11.Dec.1960) & "Parents Lead the Way" (18.Dec.1960)]
- 1953-1961 - Letter to Loretta (EUA) [Episode: 9 entre: 1955, 1956, 1957, 1959, 1960, 1961]
- 1956-1963 - The Chevy Show /The Dinah Shore Chevy Show (EUA) [Episode: "Mexican Fiesta" (27.Mar.1960) & "Autumn Crocus" (12.Feb.1961)]
- 1954-1992 - Disneyland /Disneylandia. El mágico mundo del color (EUA) [Episode: "Zorro: Auld Acquaintance" (02.Apr.1961)]
- 1957-1961 - Zorro /El Zorro (EUA) [Episode: "Auld Acquaintance" (02.Apr.1961)]
- 1959-1963 - The Untouchables /Los intocables (EUA) [Episode: "Stranglehold" (04.May.1961)]
- 1960-1962 - Checkmate /Ajedrez fatal (EUA) [Episode: "Hot Wind on a Cold Town" (10.Jun.1961)]
- 1961-1962 - Cain's Hundred (EUA) [Episode: "A Creature Lurks in Ambush" (17.Abr.1962)]
- 1962-1963 - The Lloyd Bridges Show (EUA) [Episode: "War Song" (30.Oct.1962)]
- 1961-1963 - Alcoa Premiere (EUA) [Episode: "The Glass Palace" (17.Ene.1963)]
- 1961-1963 - The Dick Powell Show (EUA) [Episode: "Epilogue" (02.Abr.1963)]
- 1961-1966 - Ben Casey (EUA) [Episode: "Six Impossible Things Before Breakfast" (13.Nov.1963)]
- 1963-1964 - The Greatest Show on Earth (EUA) [Episode: "The Hanging Man" (19.Nov.1963)]
- 1963-1964 - The Great Adventure (EUA) [Episodes: "The Death of Sitting Bull" (04.Oct.1963), "The Massacre at Wounded Knee" (11.Oct.1963), "The Pirate and the Patriot" (1 May 1964)]
- 1963-1964 - The Lieutenant (EUA) [Episode: "Tour of Duty" (07.Mar.1964)]
- 1964-1965 - Slattery's People (EUA) [Episode: "Question: What Became of the White Tortilla?" (26.Oct.1964)]
- 1961-1965 - The Defenders (EUA) [Episode: "Whitewash" (10.Dec.1964)]
- 1964-1965 - The Rogues (EUA) [Episode: "Hugger-Mugger, by the Sea" (20.Dec.1964)]
- 1963-1966 - Burke's Law /El Detective Millonario (EUA) [Episodes: "Who Killed the Richest Man in the World?" (11.Nov.1964), "Who Killed Cop Robin?" (24.Mar.1965)]
- 1960-1984 - Insight (EUA) [Episodes: "The Martyr" (13.Nov.1960), "The Ragpicker" (22.Nov.1962), "Trial by Fire" (1966)]
- 1964-1968 - The Man from U.N.C.L.E. /El agente secreto de C.I.P.O.L. (EUA) [Episodes: "The Dove Affair" (15.Dec.1964), "The King of Diamonds Affair" (11.Mar.1966)]
- 1961-1966 - Dr. Kildare (EUA) [Episodes: 4]
- 1965-1966- The Long, Hot Summer /Verano ardiente (EUA) [Episode: "Man with Two Faces" (13.Apr.1966)]
- 1964-1970 - Daniel Boone (EUA) [Episode: "The Symbol" (29.Dec.1966)]
- 1965-1969 - The Wild Wild West /Espías con espuelas (EUA) [Episode: "The Night of the Lord of Limbo" (30.Dec.1966)]
- 1963-1967 - Bob Hope Presents the Chrysler Theatre (EUA) [Episodes: 4]
- 1962-1967 - Combat! /¡Combate! (EUA) [Episode: "Gadjo" (17.Ene.1967)]
- 1966-1969 - Star Trek /Viaje a las estrellas (EUA) [Episode: "Space Seed" (16.Feb.1967)]
- 1966-1973 - Mission: Impossible /Misión Imposible (EUA) [Episode: "Snowball in Hell" (18.Feb.1967)]
- 1965-1968 - I Spy /Espías en conflicto (EUA) [Episode: "Magic Mirror" (15.Mar.1967)]
- 1966-1969 - Felony Squad /Reto al mal (EUA) [Episodes: "A Blueprint for Dying" (20.Mar.1967), "A Fashion for Dying" (27.Sep.1968)]
- 1967-1968 - The Danny Thomas Hour (EUA) [Episode: "One for My Baby" (5.Feb.1968)]
- 1967-1975 - Ironside (EUA) [Episode: "The Sacrifice" (03.Oct.1968)]
- 1968-1970 - It Takes a Thief /Ladrón sin destino (EUA) [Episode: "The Thingamabob Heist" (15.Oct.1968), "The Galloping Skin Game" (03.Dec.1968)]
- 1967-1971 - The High Chaparral /El Gran Chaparral (EUA) [Episode: "Tiger by the Tail" (25.Feb.1968), "Our Lady of Guadalupe" (20.Dec.1968)]
- 1962-1971 - The Virginian /El virginiano /Los invencibles (EUA) [Episodes: 3]
- 1969-1970 - Bracken's World (EUA) [Episode: "The Sweet Smell of Failure" (31.Oct.1969), "Hey, Gringo... Hey, Pocho" (30.Oct.1970)]
- 1968-1971 - The Name of the Game /Audacia es el juego (EUA) [Episodes: "A Wrath of Angels" (28.Feb.1969), "Echo of a Nightmare" (20.Mar.1970)]
- 1955-1975 - Gunsmoke /La ley del revólver (EUA) [Episode: "Chato" (14.Sep.1970)]
- 1970-1971 - Dan August (EUA) [Episode: "The Murder of a Small Town" (30.Sep.1970)]
- 1969-1976 - Marcus Welby, M.D. (EUA) [Episode: "Labyrinth" (10.Nov.1970)]
- 1968-1973 - The Doris Day Show (EUA) [Episode: "Billy's First Date" (15.Feb.1971)]
- 1971-1972 - Sarge (EUA) [Episode: "The Badge or the Cross" (22.Feb.1971)]
- 1971-1972 - Nichols (EUA) [Episode: "The Siege" (23.Sep.1971)]
- 1971-1972 - O'Hara, U.S. Treasury (EUA) [Episode: "Operation: Lady Luck" (14.Ene.1972)]
- 1968-1980 - Hawaii Five-O /Hawai 5-0 (EUA) [Episode: "Samurai" (17.Oct.1968), "Death Wish on Tantalus Mountain" (19.Sep.1972)]
- 1968-1974 - Here's Lucy (EUA) [Episode: "Lucy and Her Prince Charming" (27.Nov.1972)]
- 1973-1974 - Griff (EUA) [Episode: "Countdown to Terror" (17.Nov.1973)]
- 1975-1978 - Switch (EUA) [Episode: "Kiss of Death" (25.Nov.1975)]
- 1971-2003 - Columbo (EUA) [Episode: "A Matter of Honor" (01.Feb.1976)]
- 1976 - McNaughton's Daughter (EUA) [Episode: (04.Mar.1976)]
- 1976-1977 - Executive Suite (EUA) [Episodes: 13]
- 1973-1979 - Police Story (EUA) [Episode: "Hard Rock Brown" (15.Feb.1977)]
- 1976-1978 - How the West Was Won (EUA) [Episodes: 5]
- 1977-1984 - Fantasy Island /La Isla de la Fantasía (EUA) [Episodes: 159 (1977-1984)]
- 1985-1987 - The Colbys (EUA) [Episodes: 54]
- 1981-1989 - Dynasty /Dinastía (EUA) [Episodes: "Souvenirs" (05.Feb.1986), "The Choice" (26.Nov.1986)]
- 1989-1990 - B.L. Stryker (EUA) [Episode: "High Rise" (10.Mar.1990)]
- 1984-1996 - Murder, She Wrote /La Reportera del Crimen (EUA) [Episode: "Murder in F Sharp" (16.Dic.1990)]
- 1991 - Cadena braga (EUA, República Dominicana)
- 1990-1996 - Dream On (EUA) [Episode: "The Second Greatest Story Ever Told" (07.Jul.1991)]
- 1992 - Hearts Are Wild (EUA) [Episode: "The Catch" (17.Ene.1992)]
- 1992-1993 - The Golden Palace (EUA) [Episode: "Senor Stinky Learns Absolutely Nothing About Life" (05.Feb.1993)]
- 1994 - Heaven Help Us (EUA) [Episodes: 18]
- 1995-2000 - Happily Ever After: Fairy Tales for Every Child (EUA) [Episode: "Sleeping Beauty" (23.Abr.1995)]
- 1994-2000 - Chicago Hope (EUA) [Episode: "Colonel of Truth" (28.Abr.1997)]
- 1995-1997 - Freakazoid! /¡Fenomenoide! (EUA) [Episodes: 5]
- 1996-1998 - Casper (EUA) [Episode: "Four Funerals and a Wedding/I Can Be Anything/Family Reunion" (06.Feb.1998)]
- 1996-2000 - Adventures from the Book of Virtues (EUA) [Episode: "Charity" (05.Abr.1998)]
- 1998-1999 - Love Boat: The Next Wave (EUA) [Episode: "Getting to Know You" (18.May.1998)]
- 2000-2001 - Buzz Lightyear of Star Command (EUA) [Episode: "Lone Wolf" (15.Nov.2000)]
- 2000-2001 - Titans (EUA) [Episode: "Someone Wicked This Way Comes" (04.Abr.2001)]
- 2000-2015 - Dora The Explorer /Dora La Eploradora (EUA, Canadá) [Episode: "The Missing Piece" (18.Feb.2002)]
- 2000-2003 - The Brothers García (EUA) [Episode: "The Spin Zone" (26.Oct.2003)]
- 2002-2007 - Kim Possible (EUA) [Episodes: 5]
- 1999-2015 - Family Guy /Padre de Familia (EUA) [Episode: "McStroke" (13.Ene.2008)]
- 2005-2017 - American Dad! (EUA) [Episode: "Moon Over Isla Island" (04.Oct.2009)]

## Musicales en Broadway
- Jamaica: 1957-1959